# Antonio Gazzoletti

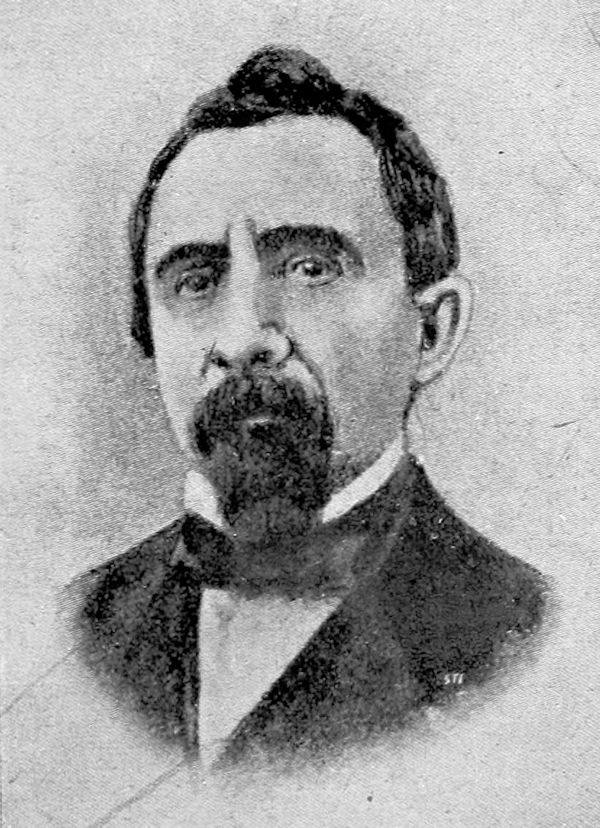
Antonio Gazzoletti

Antonio Gazzoletti (* 20. März 1813 in Nago; † 21. August 1866 in Mailand) war ein italienischer Jurist und Dichter.

## Leben

### Kindheit und Jugend
Antonio Gazzoletti wurde am 20. März 1813 als eines der acht Kinder von Guglielmo Gazzoletti und dessen Ehefrau Silvia Negri di Montenero geboren. Er besuchte das Gymnasium in Rovereto, wo er durch seine rasche Auffassungsgabe auffiel. Als Antonio 13 Jahre alt war, starb sein Vater und die Mutter übernahm die Sorge für seine Ausbildung. Nach nur neun Jahren im Gymnasium wurde Gazzoletti für das Liceo in Trient zugelassen, wo er eine klassizistische Ausbildung erhielt. In jenen Jahren entwickelte Gazzoletti eine Leidenschaft für Literatur und Theater, die sich in ersten schriftstellerischen Versuchen niederschlug. 1830 gab er mit seinem ebenfalls schriftstellerisch tätigen Cousin Giovanni Prati einen Gedichtband mit dem Titel Scelta di poesie edite ed inedite di varj autori tirolesi heraus.
Im selben Jahr zog Gazzoletti nach Innsbruck, wo er ein Studium der Rechtswissenschaft begann. Dort entwickelte Gazzoletti eine starke Abneigung gegen das steife Sozialverhalten der Österreicher, die sich später zu einer Ablehnung alles Deutschen manifestierte. Nach drei Jahren in Innsbruck kehrte Gazzoletti in seine Heimat zurück und schloss sein Studium 1835 in Padua ab.

### Politische Aktivität
Ab 1837 lebte Gazzoletti als Anwalt in Triest, wo er am regen kulturellen Leben teilnahm und unter anderem mit Niccolò Tommaseo bekannt wurde. Nebenberuflich war Gazzoletti auch als Redakteur der von Anton Madonizza herausgegebenen Zeitschrift Favilla tätig und lernte im Zuge dessen auch Tommaso Gar kennen. Häufig schrieb Gazzoletti auch für die Rivista viennese und den Messaggiere tirolese.
Gazzoletti war aktiv an den Revolutionen von 1848 beteiligt und wurde nach einem gescheiterten Aufstand am 23. April des Jahres in Innsbruck verhaftet. Über Bayern und die Schweiz gelang ihm schließlich die Flucht in die Lombardei, wo er bis zum Waffenstillstand blieb und an den Zeitschriftenprojekten Pio IX. und L'Avvenire d'Italia mitarbeitete.
Da Gazzoletti seine revolutionären Pläne nicht aufgab, wurde er am 19. Mai 1848 erneut verhaftet, diesmal in Padua. Nach zwei Monaten schwerem Kerker kehrte Gazzoletti nach Triest zurück, wo er intensiv an patriotischen Werken zu arbeiten begann, die 1856 zu seiner Verbannung aus dem Kaisertum Österreich führten. Gazzoletti floh nach Turin, wo er für die Zeitschriften L'Indipendente, Rivista contemporanea und Mondo letterario schrieb. 1858 gründete er in Turin die Zeitschrift Buon senso, die allerdings nach einem Monat wieder suspendiert wurde, weshalb Gazzoletti letztlich die Leitung des Patriota übernahm.
Nach der Vereinigung der Lombardei mit Piemont erhielt Gazzoletti eine Anstellung als Leiter der Lombardia, einer anti-österreichischen Zeitung der provisorischen Regierung, und zog nach Mailand. Dort veröffentlichte er neben seinen Beiträgen für die Lombardia auch einige Horaz-Ausgaben, die posthum in wissenschaftlichen Zeitschriften publiziert wurden.
Gazzoletti starb am 21. August 1866 in Mailand.

## Werke (Auswahl)
Gazzoletti pflegte mit Vorliebe die Ballade und orientierte sich dabei an Niccolò Tommaseos Übersetzungen slawischer Volksgesänge. Er ist der Autor eines patriotischen Gedichtes mit dem Titel Qual' è la patria dell’ Italiano? (Was ist des Italieners Vaterland?), das als Anspielung auf das Lied Was ist des Deutschen Vaterland? von Ernst Moritz Arndt zu verstehen ist und in Meyers Konversations-Lexikon als „viel gelungen“ bezeichnet wird.
- Versi (Triest 1838)
- Galatti (Triest 1840)
- Piccarda del Donati (Triest 1841)
- Memorie e fantasie (Triest 1842)
- Falco Lovaria (Triest 1845)
- Poesie (Triest 1846)
- La grotta d’Adelberga, canti tre, in drei Gesängen (Triest 1853);
- Umberto Biancamano, Legende (Mailand 1863) u.
- Poesie (Affetti e pensieri.- Racconti.- L'ondina d’Adelberga.- Fasti e nefasti.- Paolo.- La poetica d’Orazio.) (Florenz 1861)
- Canzone per la festa secolare di Dante (Brescia 1865)

Er verfasste die Tragödie in fünf Akten Paolo, l’apostolo delle genti (Turin 1857, neue Ausg. 1873). Ferner schrieb er mehrere Libretti, u. a.: La schiava greca, Florenz 1868, Turanda (Musik Antonio Bazzini), Mailand 1867.